# Проклятье монахини (мокбастер)
«Проклятье монахини» (англ. Curse of the Nun) — американский фильм ужасов режиссёра Аарона Миртеса. Премьера фильма состоялась 9 мая 2018 года.

## Сюжет
Фильм начинается со сцены, как парень на кровати пытается связаться с духом некой монахини по имени сестра Кэтрин с помощью доски Уиджа. Когда ему это удаётся, монахиня нападает на него и утаскивает под кровать.
В следующей сцене девушка по имени Анна (Лейси Хартсел) въезжает в этот дом. Порвав отношения с прежним мужем, страдающим наркоманией, она собирается начать жизнь с чистого листа. Но вскоре призрак монахини устраивает ей ловушку в доме. В процессе постоянных нападений призрака монахини и с помощью призрака убитого ей парня-сантехника из начала фильма Анна узнаёт, что на месте этого дома 100 лет назад был католический монастырь. У сестры Кэтрин была тяжёлая жизнь, и она совершила самоубийство, порезав себе вены, несмотря на возражения настоятеля. Кэтрин смогла не попасть в ад и стала демоном. Чтобы найти покой, ей нужно найти нового человека, который станет следующим демоном и будет обитать в этом доме. На протяжении всего фильма призрак злобной монахини уговаривает Анну умереть и остаться в доме, а также пытается убить её острым металлическим крестом. Также Анна узнаёт, что призрак парня-сантехника на самом деле подослала монахиня, который должен помочь ей убить Анну. И теперь девушке предстоит яростная борьба за жизнь в запертом доме…

## В ролях
| Актёр            | Роль            |
| ---------------- | --------------- |
| Лейси Хартсел    | Анна            |
| Шеннон Хант      | сестра Кэтрин   |
| Аарон Миртес     | доставщик пиццы |
| Кейт Килкойн     | дочь Анны Клэйр |
| Джонатан Эверетт | Майк            |
| Бред Белемджиан  | Кей Кей (KK)    |
| Элис Рэвер       | Донна Уинслоу   |
| Майкл Т. Флинн   | доставщик пиццы |
| Кейл Адкок       | Лекс            |